# Zanele Muholi

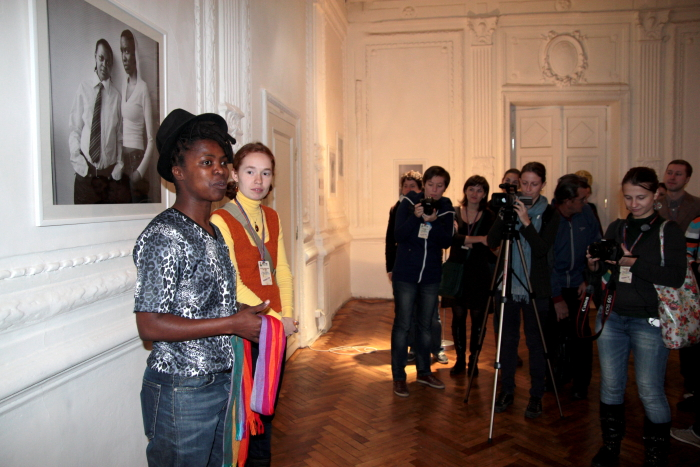
Zanele Muholi na mezinárodním gay a lesbickém filmovém festivalu Side by Side, 2011

Zanele Muholi (přechýleně Zanele Muholiová; * 19. července 1972 Umlazi, JAR) je jihoafrická nebinární osoba zabývající se uměním a vizuálním aktivismem v oblasti fotografie, videa a instalace. Jejich práce se zaměřuje na rasu, gender a sexualitu se souborem prací, který sahá až do počátku 20. století, dokumentující a oslavující životy černošských lesbických, gay, transgender a intersexuálních (LGBT+) komunit v Jihoafrické republice. Muholi používá v angličtině zájmena they/them, jak sama vysvětluje: „jsem jenom člověk“.
Muholi byli nominováni na ocenění Deutsche Börse Photography Prize v roce 2015. V roce 2016 získali cenu Infinity Award od Mezinárodního centra fotografie, v roce 2016 Řád umění a literatury a čestné stipendium Královské fotografické společnosti v roce 2018. Od 1. února do 25. května 2023 měli retrospektivní výstavu v galerii Maison européenne de la photographie v Paříži. Jejich práce byla téhož roku představena v Mudec-Museo delle Culture v Miláně, od 31. března do 30. července bylo vystaveno 60 černobílých autoportrétů vybraných speciálně pro Mudec.

## Životopis
Zanele Muholi se narodili a vyrostli v Umlazi poblíž Durbanu v provincii KwaZulu-Natal. Jejich otec byl Ashwell Tanji Banda Muholi a matka Bester Muholi. Je nejmladší z osmi dětí, otec zemřel krátce po jejich narození, matka byla pracovnice v domácnosti, která musela během apartheidu v Jihoafrické republice opustit své děti, aby pracovala pro bílou rodinu. Zanele tak vychovávala širší rodina.
Muholi se sama označuje jako vizuální aktivista a zdůraznili rozdíl od pojmu umělec/umělkyně. Věnuje se zvyšování viditelnosti černých leseb, gayů, trans lidí a intersex lidí. Zkoumali a dokumentovali příběhy zločinů z nenávisti proti LGBTQI komunitě, aby upozornili veřejnost na realitu „nápravného znásilnění“, napadení a HIV/AIDS.
Získali titul magistra umění v oboru dokumentárních médií na Ryerson University v Torontu a byli jmenováni čestným profesorstvem v oboru videa a fotografie na Univerzitě umění v Brémách v Německu.
V roce 2014 se zúčastnili konference Design Indaba v Kapském Městě.
Přednášeli také na summitu WorldPride Madrid 2017. Spolupředsedali Deklaraci Madridského summitu s dalšími osobnostmi, jako byli: Federico Mayor Zaragoza, Myrna Cunningham a Gopi Shankar Madurai.

## Vzdělání
Muholi absolvovali kurz pokročilé fotografie na Market Photo Workshop v Newtownu v Johannesburgu v roce 2003 a v roce 2004 uspořádali svou první samostatnou výstavu v Johannesburg Art Gallery. V roce 2009 jim byl udělen titul magistra umění v oboru dokumentární média na Torontské metropolitní univerzitě v Torontu. Jejich práce mapovala vizuální historii černošské lesbické identity a politiky v post-apartheidu v Jihoafrické republice.
Dne 28. října 2013 byli jmenováni čestným profesorstvem videa a fotografie na Brémské umělecké vysoké škole v Německu.

## Fotografie
Fotografie Zanele Muholi byly přirovnávány ke způsobu, jakým William Du Bois vyvracel typické reprezentace Afroameričanů. Muholi i Du Bois vytvořili archiv fotografií, ve kterých se snaží odstranit dominantní, již existující vnímání subjektů, které si vybrali k fotografování. Muholi pohlíží na jejich práci jako na spolupráci a jednotlivce, které fotografují, označuje spíše jako „účastníky“ než jako subjekty. S pojmem „účastníci“ Muholi umožňuje svým účastníkům spolupracovat na pozicích místo toho, aby je sami do pozic umisťovali. Ve snaze posílit své subjekty často zve účastníky, aby promluvili na akcích a výstavách a přidali do konverzace hlas účastníka. Svým uměleckým přístupem doufá, že zdokumentuje cestu africké queer komunity jako záznam pro budoucí generace. Snaží se zachytit okamžik bez negativity nebo zaměření na násilí ze strany většiny, zobrazuje LGBTQI komunitu jako jednotlivce i jako celek, aby podpořila jednotu.
Jejich práci lze tedy považovat za dokumentární, zaznamenávající celkovou komunitu LGBTI v Jihoafrické republice a její strasti, s občasným konkrétnějším zaměřením na boj černých leseb. Před rokem 1994 byly černé lesbické hlasy z tvorby formálního queer hnutí vylučovány. Úsilí Muholi o vytvoření pozitivnější vizualizace LGBTI Afričanů bojuje proti homofobně motivovanému násilí, které dnes převládá v Jihoafrické republice, zejména v případě černých leseb. Zatímco těla černých žen se v sexualizované popkultuře objevují často, na černé lesby se pohlíží (optikou patriarchátu a heteronormativity) jako na nežádoucí. Tento negativní pohled na homosexuální ženy v Africe vede k násilí, jako jsou vraždy a znásilňování, a odmítání ze strany jejich rodin. Muholi série Zukiswa (2010) ukazuje africkou lesbickou ženu, která navazuje oční kontakt s divákem a projevuje neochvějný pohled sebedůvěry, sebeuvědomění a odhodlání. Tento příklad podporuje povědomí, přijetí a pozitivitu u queer komunity i v Jihoafrické republice.
Přestože se Muholi stali známými svými fotografiemi, které zobrazovaly tehdy neviditelné životy černých leseb v Jihoafrické republice, začala být tato myšlenka „gender v genderu“ uznávána. V roce 2003 jejich práce začala zahrnovat trans lidi. Muholi byli zaměstnáni jako fotograf/ka a reportér/ka pro Behind the Mask, online magazín o LGBTI otázkách v Africe.
Muholi poprvé získali globální pozornost uměleckého světa v roce 2012 na výstavě documenta, světově proslulé výstavě moderního a současného umění v Německu, za sérii portrétů leseb a trans žen s názvem: Faces and Phases. Fotografie byly také vystaveny v Městském muzeu Amsterdam.

### Visual Sexuality: Only Half the Picture(2004)
Svůj vizuální aktivismus zahájili Muholi prostřednictvím své první samostatné výstavy s názvem Visual Sexuality: Only Half the Picture (Jen polovina obrazu) v Johannesburg Art Gallery v roce 2004. Tato výstava obsahovala fotografie těch, kteří přežili znásilnění a zločiny z nenávisti, a také snímky znásilnění a statistiky případů přepadení. Muholi záměrně pořizovali snímky tak, aby neodhalily pohlaví osoby. Divák má přístup pouze ke snímku nad kolena a kyčle s rukama přes oblast genitálií. Na rozdíl od jejich pozdějších výstav zůstávají lidé na těchto snímcích anonymní.
Ačkoli je homosexualita formálně pod právní ochranou Jihoafrické republiky, mnoho jednotlivců se svých práv veřejně nedomáhá ve strachu z násilné reakce. Existuje také neochota hlásit případy trestných činů z nenávisti, protože úředníci se oběti často vysmívají a případy neřeší. Jde o systematické používání násilí a útlaku. V sérii Only Half the Picture dokázali Muholi dát LGBT lidem hlas, aniž by potlačili jejich anonymitu. Její práce je především o zviditelnění queer lidí v černošské komunitě.

### Faces and Phases(od roku 2006)
V roce 2006 Muholi zahájila svůj projekt Faces and Phases (Tváře a fáze), sérii asi tří set portrétů leseb, pořízených před hladkým nebo vzorovaným pozadím. Projekt začal v roce 2006, kdy fotografovala aktivistku a přítelkyni Busi Sigasu. Sigasa přežila tzv. nápravné znásilnění a při útoku se nakazila virem HIV. Muholi z důvodu bezpečnost účastníků vyžadovala, aby všichni vyobrazení jedinci byli plnoletí.
Faces and Phases paroduje vyprávění „umění ve službách vědy“ zakořeněné v koloniálních obrazech. Botanické snímky z 18. století ukazují různé rostliny vytržené z jejich přirozeného prostředí, čímž se vymazává jakýkoli sociální nebo kulturní kontext. Tato praxe klade důraz na západní objev objektu, aniž by uznal jeho dlouhodobou existenci. Podle Susan Kart z Grove Art Online tento projekt „dokumentuje oběti sexuálního napadení a zločinů z nenávisti, svatební obrázky sdílejí okamžiky vítězství, přijetí a radosti pro LGBTI rodiny.“ Ve Faces and Phases Muholi využívá tuto historii a přirovnává ji k reprezentaci LGBTI lidí v Jihoafrické republice. Počet černých queer jedinců v národním zastoupení drasticky vzrostl, ale stále jde o vymazání důležitého kontextu. Tito jedinci jsou zastoupeni stejným způsobem jako botanické tisky. Západní konzumace je stále více zviditelněna, ale nevěnuje se žádná pozornost utrpení a systematickému útlaku, kterému tito jedinci čelí v době post-apartheidu v Jihoafrické republice. Muholi to ve své sérii zpochybňuje tím, že poskytuje jména, data, místa a prezentuje účastníky ve veřejné sféře.
V červnu 2014 se Muholi vrátila na svou alma mater a vystavovala Faces and Phases v galerii Ryerson Image Centre jako součást WorldPride. Ve stejném měsíci vystoupila na Singapurském mezinárodním uměleckém festivalu OPEN, kde také hovořila o dědictví násilí.

### Innovative Women(2009)
V roce 2009 byla výstava Innovative Women (Inovativní ženy) vystavena v Jihoafrické republice ve městech Durban a Kapské Město. Kurátorem byl malíř Bongi Bhengu, který zde představil své dílo spolu s devíti dalšími umělci včetně Muholi či fotografky Nandipha Mntambo. V srpnu 2009 ministryně umění a kultury Lulu Xingwana odešla z výstavy kvůli fotografii Muholi a označila ji za nemorální, urážlivou a jdoucí proti budování národa. Ve své odpovědi Muholi uvedla: „Je to paralyzující. Očekávala jsem, že lidé budou přemýšlet, než budou jednat, a budou se ptát. Chtěla jsem vytvořit dialog.“

### Trans(figures)(2010–2011)
Autorčin projekt Trans(figures) (2010–2011) zahrnuje lesbický a trans život. Portréty jsou pořízeny v městských a venkovských prostředích v Jihoafrické republice i v zahraničí.

### Of Love & Loss(2014)
Výstava Muholi z roku 2014 Of Love & Loss se zaměřila na násilí a zločiny z nenávisti, které zažívají členové komunit LGBTQIA v Jihoafrické republice. Výstava, která vedle sebe stavěla obrazy svateb a pohřbů, zahrnovala fotografie, videa a instalační prvky. Autobiografický prvek představovaly snímky Muholi a její partnerky. Tato výstava dále ukazovala, proč se Muholi nazývá spíše vizuální aktivistkou než umělkyní a ukazuje své jizvy z boje. Přináší tyto drsné problémy na světlo s tak silným kontrastem, jako způsob, jak ukázat odpor. Muholi to nazývá jen jednou ze svých mnoha povinností, že tyto drsné a kruté skutečnosti nelze ignorovat.

### Brave Beauties(2014)
Série zaměřující se na zachycení portrétů trans žen Brave Beauties (Statečné krásky) byla pořízena mimo studio a po celé Jihoafrické republice. Toto „mobilní studio“ bylo dalším vyjádřením oslavy zviditelnění LGBTQIA jako rovnocenných občanů své země, objetí umělecké svobody a gesta odmítnutí omezení, která mohou studia představovat. Během výstavy v Stevenson Gallery v Kapském Městě „aktivistická zeď“ povzbuzovala účastníky, aby přímo na stěny galerie psali o svých zkušenostech, příbězích a vizích. Aktivistická zeď, gesto destabilizace, byla dalším vyjádřením touhy Muholi zmocnit účastníky své práce.

### Isibonelo / Evidence(2015)
V roce 2015 Muholi představila 87 děl na své samostatné výstavě Isibonelo/Evidence v Brooklynském muzeu. Význam názvu výstavy, v němž se „Isibonelo“ zhruba překládá ze zuluštiny jako „důkaz“, odkazoval na obsah, který byl rozdělen do tří hlavních částí na třech stěnách. První obsahovala desetiletou chronologii zločinů z nenávisti v Jihoafrické republice. Druhou část tvořila stěna pokrytá ručně psanými zprávami od členů LGBT komunit. Třetí a poslední stěna sestávala z portrétů, včetně jednoho autoportrétu Muholi.

### Somnyama Ngonyama(Hail the Dark Lioness) (2012–dosud)
V roce 2014 Muholi začala pracovat na 365 autoportrétech pro sérii Somnyama Ngonyama. Portréty představují alter ega, často pojmenovaná v zuluštině. U většiny kusů v kolekci Muholi zveličila temnotu svého odstínu pleti, aby ve svých obrázcích zdůraznila kontrast. Spisovatel a kulturní historik Maurice Berger o této sérii uvedl: „Autoportréty fungují na různých úrovních a vzdávají hold historii černých žen v Africe i mimo ni, titulním temným lvicím. Přetvářejí černou identitu způsoby, které jsou z velké části osobní, ale nevyhnutelně politické. A zpochybňují stereotypy a tísnivé standardy krásy, které často ignorují barevné lidi.“
Tato série měla debutovou výstavu v Yancey Richardson Gallery v New Yorku v roce 2015. Také byla uvedena v Londýně v roce 2017 a na Times Square v New Yorku jako digitální billboardy během městského podzimního festivalu Performa Biennial 2017. Její tisky v galerii v New Yorku byly vyprodány. Fotografie vyšly v roce 2018 v knize, kterou vydalo nakladatelství Aperture. V roce 2019 za Somnyama Ngonyama (Hail the Dark Lioness) získala Muholi cenu Photography Book od nadace Kraszna-Krausz.

## Aktivismus
V roce 2002 Muholi spoluzaložila Forum for the Empowerment of Women (FEW), černošskou lesbickou organizaci, která se věnuje poskytování bezpečného prostoru pro setkávání a organizování žen.

### Inkanyiso(2009)
V roce 2006 Zanele Muholi konceptualizovala platformu, která propagovala Queer Activism = Queer média. Se záměrem flexibilního a jedinečného zdroje informací pro uměleckou advokacii. V roce 2009 založila Inkanyiso („osvítit“ v zuluštině), neziskovou organizaci zabývající se queer vizuálním aktivismem. V roce 2009 zaregistrovala neziskovou organizaci na odboru sociálních služeb (NPO 073-402). Zabývá se vizuálním uměním a mediální advokacií pro LGBTI komunitu a jejím jménem. Vizi organizace zní: „Produkujte. Vzdělávejte. Rozšiřujte“.

### Women’s Mobile Museum(2018)
V roce 2018 Muholi spolupracovala s fotografkou Lindekou Qampi a společností Philadelphia Photo Arts Center (PPAC), aby inspirovala a mentorovala umělkyně ve Philadelphii. Společný projekt s názvem Women's Mobile Museum vyvrcholil speciální výstavou v PPAC s díly zúčastněných umělců. Umělecká kritička Megan Voellerová k tomu uvedla: „Téměř devět měsíců procházeli profesionálním výcvikovým táborem v PPAC, počínaje technickými workshopy v oblasti digitální kamery, osvětlení a Photoshopu a postupujícími k montáži a propagaci výstavy.“

### Somnyama Ngonyama(2021)
V roce 2021 Muholi vytvořila na téma své výstavy Somnyama Ngonyama omalovánky, aby zapojila jihoafrické děti, které jsou v důsledku apartheidu zařazeny do kategorie mládeže do 35 let. Paralelně byly organizovány workshopy s výukou fotografie a malby, které poskytly příležitost k uměleckému vzdělání znevýhodněným regionům. Tato záležitost se umělkyně osobně dotýká, neboť vyrůstala za podobných okolností a čelila podmínkám, které se snaží „prorazit“ i dnes. „Můj aktivismus se nyní zaměřuje na vzdělávání a budování umělecké infrastruktury v místech, která jsou venkovská nebo stále považovaná za okrajová,“ uvedla Muholi pro Ocula Magazine.

## Dokumentární filmy
V roce 2010 Muholi spolurežírovala dokument Difficult Love, který vznikl na objednávku televize SABC. Difficult Love poskytuje pohled do života fotografky, lásek a bojů dalších černých leseb v Jihoafrické republice. V dokumentu autorka představuje příběhy a lidi, kteří ji inspirovali k vytvoření jejích obrazů. Snímek byl uveden v Jihoafrické republice, USA, Španělsku, Švédsku, Velké Británii, Amsterdamu, Paříži (Festival Cinefable) a Itálii.
V roce 2013 Muholi spolurežírovala dokument s názvem We live in fear (Žijeme ve strachu), který vydala organizace Human Rights Watch.

## Útoky a loupeže
Dne 20. dubna 2012 byl Muholi vykraden byt ve Vredehoeku, přičemž s jejím laptopem bylo ukradeno více než dvacet primárních a záložních externích pevných disků obsahujících fotografie a videa za posledních pět let. Fotografie v nich obsažené obsahují záznamy pohřbů černošských jihoafrických leseb zavražděných při zločinech z nenávisti. Nic jiného ukradeno nebylo, což vyvolalo podezření, že právě snímky ze života černošských leseb byly cílem zloděje. Muholi byla v době loupeže v zámoří. To fakticky vymazalo předchozích pět let její práce. O několik týdnů později řekla: „Jsem ze vloupání stále traumatizovaná... je těžké usnout na tomto místě, které je nyní místem činu, protože jsem předtím řešila mnoho takových míst.“
V červenci 2017 v Amsterdamu jejich Airbnb hostitel shodil ze schodů její spolupracovnici Sibahle Nkumbi, když navštívila Nizozemsko za účelem dokumentace zahájení výstavy Muholi v Městském muzeu. Nkumbi utrpěla otřes mozku, značné modřiny a musela být hospitalizována. Videozáznam z konfrontace se následně stal virálním a hostitel byl obviněn z pokusu o zabití.

## Publikace
- Zanele Muholi: Only Half The Pictur (Jen polovina obrazu.) Kapské Město: Michael Stevenson, 2006. ISBN 0-620361468
- Faces and Phases (Tváře a fáze). Mnichov; Berlín; Londýn; New York: Prestel, 2010. ISBN 978-3-7913-4495-9
- Zanele Muholi. Africké fotografky #1. Granada, Španělsko: Casa África/La Fábrica, 2011. ISBN 978-8-4150-3466-7
- Faces + Phases 2006–14. Göttingen, Německo: Steidl, 2014. ISBN 978-3-86930-807-4
- Somnyama Ngonyama, Hail the Dark Lioness (Somnyama Ngonyama, Zdrávas temná lvice). Renée Mussai (autor), Zanele Muholi (fotografka), a kol., New York: Aperture, 2018, ISBN 978-1597114240

## Výstavy

### Samostatné výstavy
- 2004: Vizuální sexualita, jako součást Urban Life (výstava Market Photo Workshop), Johannesburská galerie umění, Johannesburg, Jihoafrická republika
- 2006: Projektový prostor Vienna Kunsthalle, Vídeň: Prezentace
- 2014: Faces and Phases, Massimadi Festival, Montreal, Kanada
- 2015: Zanele Muholi: Vukani/Rise, Open Eye Gallery, Liverpool, Anglie[61]
- 2015: Somnyama Ngonyama, Yancey Richardson, New York, NY, USA[46]
- 2017: Zanele Muholi, Stedelijk, Amsterdam[62]
- 2017: Zanele Muholi: Somnyama Ngonyama, Hail the Dark Lioness, Autograph ABP, Londýn, Anglie[6][63]
- 2017: Zanele Muholi Homecoming : Durban Art Gallery, Durban, Jihoafrická republika
- 2018: Zanele Muholi: Somnyama Ngonyama, Hail the Dark Lioness Spelman College Museum of Art, Atlanta, GA, USA
- 2019: Zanele Muholi: Somnyama Ngonyama, Hail the Dark Lioness Colby College Museum of Art, Maine, USA[64]
- 2019: Somnyama Ngonyama, Hail the Dark Lioness, Seattle Art Museum, WA, USA
- 2019: Faces and Phases 13, Stevenson, Johannesburg, Jihoafrická republika[65]
- 2020/21: Zanele Muholi, Tate Modern, Londýn, Anglie (opožděné otevření)[66] – dosud největší samostatná výstava autorky[67]
- 2022: Zanele Muholi, GL Strand, Kodaň, Dánsko[68]
- 2022: Being Muholi: Portraits as Resistance, Isabella Stewart Gardner Museum, Boston, MA
- 2022: Zanele Muholi, Národní galerie Islandu, Reykjavík, Island[68]
- 2023: Maison européenne de la photographie, Paříž[3]
- 2023: MUHOLI: A Visual Activist, Mudec-Museo delle Culture, Milán, Itálie[4]
- 2023: Zanele Muholi, engelhorn Mode im Quadrat, Mannheim, Německo
- 2023: Zanele Muholi, Kunstmuseum Luzern, Luzern, Švýcarsko[68]
- 2024: Zanele Muholi: Eye Me, Sanfranciské muzeum moderního umění, San Francisco, CA
- 2024: Zanele Muholi, Tate Modern, Londýn, Velká Británie

### Skupinové výstavy
- 2011: Figures & Fictions: Contemporary South African Photography, Victoria and Albert Museum, London, England[69]
- 2016: Systematically Personae at the FotoFocus Biennal, National Underground Railroad Freedom Center, Cincinnati, OH, USA
- 2017: Art/Afrique, Louis Vuitton Foundation, Paříž, Francie[70]
- 2018: Half the Picture: A Feminist Look at the Collection, Brooklynské muzeum, New York, NY, USA[71]
- 2018: Legacy of the Cool: A Tribute to Barkley L. Hendricks, MassArt Art Museum (MAAM), Boston, MA, USA[72]
- 2019: Yithi Laba. A group exhibition by Lindeka Qampi, Neo Ntsoma, Zanele Muholi, Ruth Seopedi Motau a Berni Searle na Market Photo Workshop, Johannesburg, South Africa[73]
- 2019: 58. Benátské bienále, kurátor: Ralph Rugoff[74]
- 2020: Radical Revisionists: Contemporary African Artists Confronting Past and Present, Moody Center for the Arts, Houston, TX, USA[75]
- 2020: Through an African Lens: Sub-Saharan Photography from the Museum's Collection, The Muzeum umění Houston, Houston, TX, USA[76]
- 2020: Crossing Views, Fondation Louis Vuitton, Paříž, Francie
- 2020: African Cosmologies: Fotofest Biennial 2020, Houston, Texas, USA
- 2020: Sydney Biennale 2020, Sydney, Austrálie
- 2021: Afro-Atlantic Histories, Muzeum umění Houston, Houston, TX, USA
- 2021: Interior Infinite, The Polygon Gallery, Vancouver, Kanada
- 2021: THIS IS NOT AFRICA – UNLEARN WHAT YOU HAVE LEARNED, ARoS Aarhus Kunstmuseum, Denmark; Red Clay, Ghana
- 2022: Afro-Atlantic Histories, Losangeleské muzeum umění, Los Angeles, California, USA[68]
- 2022: Afro-Atlantic Histories, Národní galerie ve Washingtonu, Washington D.C., USA
- 2022: Fire Figure Fantasy: Selections from ICA Miami’s Collection, ICA Miami, Miami, FL, USA
- 2022: A Gateway to Possible Worlds, Centre Pompidou-Metz, Metz, Francie
- 2022: The Work of Love, the Queer of Labor, Pratt Manhattan Gallery, New York, NY, USA
- 2022–2023: Facing Claude Cahun & Marcel Moore Peel Art Gallery Museum and Archives, Brampton, ON, Kanada
- 2023: Black Venus, Fotografiska, New York, NY[68]
- 2023: Museu de l’art Prohibit, Barcelona, Španělsko
- 2023: La Cinquième Saison (The Fifth Season), Jardin des Tuileries, Paříž, Francie
- 2023: Love & Anarchy, Nasher Museum of Art at Duke University, Durham, NC
- 2023: Imagining Black Diasporas: 21st Century Art and Poetics, Losangeleské muzeum umění, Los Angeles, CA
- 2023: Africa Fashion, Brooklynské muzeum, New York, USA
- 2023: Black Venus: Reclaiming Black Women in Visual Culture, Somerset House, London, UK[68]
- 2023: Youth vs. Crisis: A Generation in Search of a Future, Kunsthalle Bremen, Bremen, Německo
- 2023: A Gateway to Possible Worlds, Centre Pompidou-Metz, Metz, Francie
- 2023: Coyote Park: I Love You Like Mirrors Do, Leslie-Lohman Museum of Art, New York, NY
- 2023: Trace – Formations of Likeness: Photography and Video from The Walther Collection, Haus der Kunst, Mnichov, Německo
- 2023: Lente Africana; fotografia subsahariana de la colleción del Museum of Fine Arts, Houston, TX, USA[68]
- 2023: Museo de Arte Miguel Urrutia, Bogotá, Colombia[68]
- 2023: Nudes – Art from the Tate, LWL Museum for Art and Culture, Münster, Německo[68]
- 2023: Photography Real and Imagined, Národní galerie Victoria, Melbourne, Austrálie[68]
- 2023: Afro-Atlantic Histories, Dallas Museum of Art, Dallas, TX, USA[68]
- 2023: This is Me, This is You. The Eva Felten Photography Collection, Muzeum Brandhorstových, Mnichov, Německo[68]
- 2023: Dawn of Humanity: Art in Periods of Upheaval, Kunstmuseum Bonn, Bonn, Německo[68]
- 2023: Corps à corps: Histoire(s) de la photographie, Centre Pompidou, Paříž, Francie[68]
- 2023: Veneradas y Temidas: El poder femenino en el arte y las creencias, CaixaForum Madrid, Madrid, Španělsko[68]
- 2024: Photography Real and Imagined, Národní galerie Victoria, Melbourne, Austrálie Afro-Atlantic Histories, Dallas Museum of Art, Dallas, TX, USA[68]
- 2024: Dawn of Humanity: Art in Periods of Upheaval, Kunstmuseum Bonn, Bonn, Německo Corps à corps: Histoire(s) de la photographie, Centre Pompidou, Paříž, Francie[68]
- 2024: This is Me, This is You. The Eva Felten Photography Collection, Muzeum Brandhorstových, Mnichov, Německo[68]
- 2024: Turning the Page, Pier 24 Photography, San Francisco, CA[68]
- 2024: Veneradas y Temidas: El poder femenino en el arte y las creencias, CaixaForum Madrid, Madrid, Španělsko; CaixaForum Barcelona, Barcelona, Španělsko; CaixaForum Sevilla, Sevilla, Španělsko; CaixaForum Zaragoza, Zaragoza, Španělsko[68]

### Kurátorské výstavy
- 2016: Spolukurátorka výstavy na fotografickém festivalu Rencontres d'Arles, Arles, Francie[77]

## Ocenění
- 2005: Tollman Award za vizuální umění[78]
- 2006: BHP Billiton / Wits University Visual Arts Fellowship[79]
- 2009: Thami Mnyele Rezidence v Amsterdamu[80]
- 2009: Ida Ely Rubin Artist-in-Residence at Massachusettský technologický institut, USA[81]
- 2009: Cena Fondation Blachère na Rencontres africaines de la photographie (Biennale Africaine de la photographie) v Bamaku, Mali
- 2009: Pocta Fanny Ann Eddy z IRN-Africa za jejich mimořádný přínos ke studiu sexuality v Africe[82]
- 2012: Civitella Ranieri Fellowship od Civitella Ranieri Foundation, Itálie[83]
- 2013: Cena za svobodu projevu od Index on Censorship[84]
- 2013: Glamour Magazine ji jmenoval Campaigner of the Year[85]
- 2013: Vítězka Fine Prize[86] na Carnegie International 2013
- 2013: Cena prince Clause[87]
- 2013: Feather Award (Jihoafrická cena LGBTI)[88]
- 2015: V užším výběru na Deutsche Börse Photography Prize za Faces and Phases 2006–2014[89][90]
- 2015: Light Work Artist-in-Residence Program, Syracuse, NY, USA[91]
- 2016: Infinity Award za dokument a fotožurnalistiku od Mezinárodního centra fotografie, New York, NY, USA[92]
- 2016: Afrika je venku! Cena za odvahu + kreativitu[93]
- 2016: Vynikající mezinárodní cena absolventů Ryerson University[82]
- 2017: Cena Mbokodo (vizuální umění) pro jihoafrické umělkyně[94]
- 2017: Chevalier de Řád umění a literatury (Rytíř)[95]
- 2018: Honorary Fellowship, Královská fotografická společnost, Bath, Anglie
- 2019: Rees Visionary Award, Amref Health Africa, New York, USA[96]
- 2019: Humanitární cena Lucie[97]
- 2019: Cena nadace Kraszna-Krausz 2019 za nejlepší fotografickou knihu[98]

## Sbírky
Díla Zanele Muholi se nacházejí v těchto veřejných sbírkách:
- Institut umění v Chicagu, Chicago, IL (7 výtisků)[99]
- Guggenheimovo muzeum, New York (3 výtisky z října 2018)[100]
- Muzeum moderního umění, New York (6 výtisků k březnu 2019)[101]
- Williams College Museum of Art, Williamstown, MA (1 výtisk k březnu 2019)[102]
- Muzeum umění Severní Karolíny, Raleigh, NC[103]
- Nasher Museum of Art, Durham, NC (2 výtisky od března 2019)[104]
- Cincinnati Art Museum, Cincinnati, OH[105]
- Tate Modern, Londýn (15 kusů)[106]
- Minneapoliský institut umění, Minneapolis, MN (3 výtisky od srpna 2020)[107]
- Národní muzeum žen v umění[108]